# Macrosiphoniella gmelinicola
Macrosiphoniella gmelinicola är en insektsart. Macrosiphoniella gmelinicola ingår i släktet Macrosiphoniella och familjen långrörsbladlöss. Inga underarter finns listade i Catalogue of Life.